# Fascia plantaire
Le fascia plantaire (ou aponévrose plantaire) est l'aponévrose épaisse qui recouvre les muscles superficiels des trois groupes musculaires de la région plantaire.

## Description
Le fascia plantaire comporte trois portions : le ligament calcanéo-métatarsien et les deux bandes centrale et médiale de l'aponévrose plantaire.

### Ligament calcanéo-métatarsien
Le ligament calcanéo-métatarsien (ou aponévrose plantaire latérale ou externe) ferme la loge plantaire latérale. Elle est mince à l'arrière et s'épaissit vers l'avant.
En arrière, il se fixe sur le processus latéral de la tubérosité calcanéenne.
A l'avant, il fusionne avec la bande médiale et se continue avec la gaine tendineuse des fléchisseurs du cinquième orteil.
Latéralement une expansion se fixe sur la face plantaire du cinquième métatarsien.

### Bande centrale de l'aponévrose plantaire
La bande centrale de l'aponévrose plantaire (ou aponévrose plantaire moyenne) est épaisse.
Elle se fixe à l'arrière au calcanéus et à l'avant aux articulations métatarso-phalangiennes. Latéralement et médialement, elle est en continuité respectivement avec le ligament calcanéo-métatarsien et avec la bande médiale. Elle est constituée de fibres longitudinales renforcées au regard des bandelettes prétendineuses. 
A l'avant elle se poursuit par les bandelettes digitales de l'aponévrose plantaire Celles-ci sont renforcées par des fibres transversales au regard des articulations métatarso-phalangiennes. Ces dernières constituent les faisceaux transverses de l'aponévrose plantaire formant le ligament métatarsien transverse superficiel (ou ligament transverse superficiel de la plante ou ligament transverse superficiel du pied) 

### Bande médiale de l'aponévrose plantaire
La bande médiale de l'aponévrose plantaire (ou aponévrose plantaire médiale ou interne) ferme la loge plantaire médiale. Elle est mince à l'arrière et s'épaissit vers l'avant.
En arrière, elle se fixe sur le processus médial de la tubérosité calcanéenne.
A l'avant, elle se fusionne avec l'aponévrose plantaire moyenne et se continue avec la gaine tendineuse des fléchisseurs du premier orteil.

### Évolution
Chez les personnes plus jeunes, le fascia plantaire est également intimement lié au tendon calcanéen au niveau du tubercule calcanéen. Cette continuité diminue avec l’âge voire disparait complètement chez les personnes âgées.

## Anatomie fonctionnelle
Le fascia plantaire contribue au maintien de la voûte plantaire en agissant comme un tirant, où il subit une tension lorsque le pied supporte du poids.
Le fascia plantaire joue également un rôle important dans la fonction dynamique de la marche en agissant comme un ressort en aidant à conserver l’énergie.

## Aspect clinique
Le fascia plantaire peut subir un processus dégénératif souvent douloureux : l'aponévrosite plantaire.
Il peut aussi être le siège d'un épaississement bénin dans la maladie de Ledderhose.
Le rhumatisme psoriasique peut affecter le fascia plantaire.
La déchirure totale ou partielle du fascia plantaire est relativement rare.